# Ladenkarl

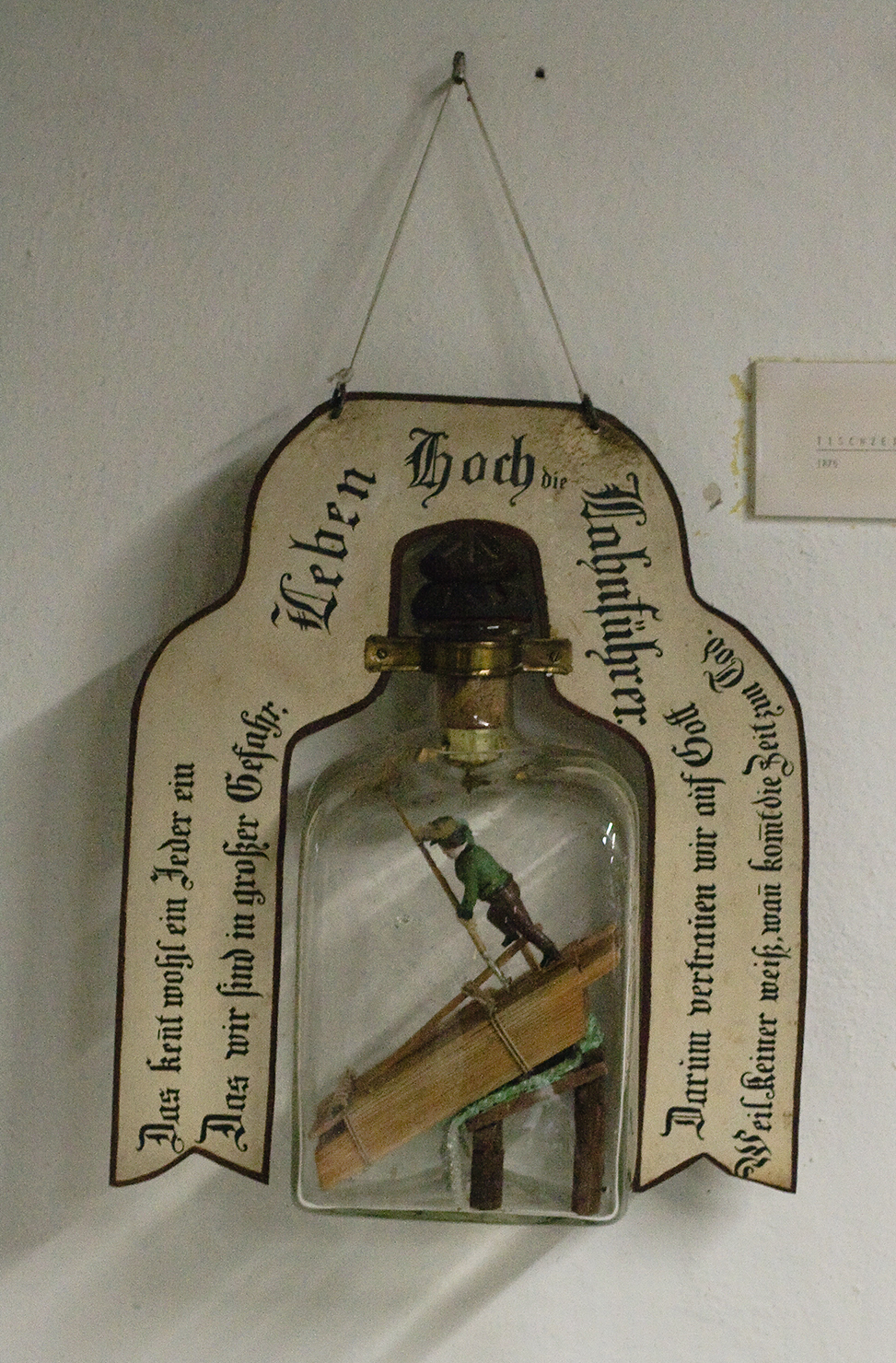
Tischzeichen der Ladenkarlfahrer (Museum der Stadt Steyr, 1875)

Ladenkarln sind aus Brettern zusammengebaute Einmannflöße. Sie kamen bis 1890 auf dem oberösterreichischen Fluss Steyr zum Einsatz.

## Allgemeines
Ein Ladenkarl ist ein aus Brettern (Laden) zusammengebautes Floß, das von einem einzelnen Mann gesteuert werden kann. Der Name Karl (mit hellem a) bedeutet, dass die Flöße aus einem einzigen kleinen Kar, einer Floßtafel, bestanden (Aussprache Lådenkàrlⓘ). Sie waren bis 1890 am oberösterreichischen Steyrfluss in Einsatz. Da die Steyr ein Gebirgsfluss mit zahlreichen Wehren ist, konnte sie mit Flößen herkömmlicher Größe nicht befahren werden. Ein Ladenkarl war etwa 5 Meter lang, 4 Meter breit und 50 Zentimeter hoch. Er bestand aus durchschnittlich 450 mit Seilen zusammengebundenen Laden (Brettern) mit 15 bis 18 Fuß Länge, 10 Zoll Breite und 1/2 – 1 Zoll Dicke (siehe Alte Maße und Gewichte). Gesteuert wurde nicht mit Rudern, wie auf der Iller, wo ähnlich kleine Flöße im Einsatz waren, sondern mit dem Krucken, einer 3 bis 4 Meter langen Stange, an deren Ende ein gewölbtes 30 × 50 cm großes Brettchen angebracht war. Zusammengebaut wurden die Ladenkarl nicht im Wasser, sondern am Flussufer. Nach der Ankunft in Steyr wurden sie für gewöhnlich auseinandergenommen und für den Weitertransport auf der Enns in leere Floßböden eingearbeitet. Manchmal bildeten jedoch mehrere Ladenkarl zusammengebunden ein längeres Ennsfloß. Nach der Eröffnung der Steyrtalbahn 1890 wurde das Holz mit der Eisenbahn angeliefert und die Steyrflößerei eingestellt. Nur die Holztrift bestand noch bis zum Ende des Zweiten Weltkrieges weiter.

## Tischzeichen
Die Ladenkarlfahrt war mit großen Gefahren verbunden. Dies spiegelt sich auch im erhaltenen Tischzeichen der Ladenkarlfahrer (Lahnführer) von 1875 im Museum der Stadt Steyr wider. Die Beschriftung des Ein’grichts  mit einem Floßmodell lautet u. a.: Das kennt wohl ein Jeder ein / Das wir sind in großer Gefahr. / Darum vertrauen wir auf Gott / Weil keiner weiß, wann kommt die Zeit zum Tod.